# アウグスティヌス神義論

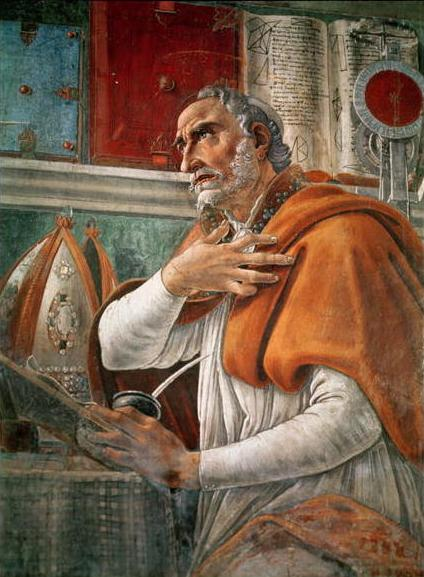
ボッティチェッリ (c.1445–1510)によるアウグスティヌス (354–430)。アウグスティヌスはアウグスティヌス神義論を提唱した最初の人物である。

アウグスティヌス神義論は、4世紀から5世紀の神学者、哲学者ヒッポのアウグスティヌスにちなんで名付けられ、悪の証拠的問題 (evidential problem of evil) に対する返答をする中で作られたキリスト教神義論の一種である。アウグスティヌス神義論はこの世に悪が存在する証拠がある中で全能かつ完全な善である神の存在の蓋然性を明らかにすることを試みる。アウグスティヌス神義論の変種は歴史上複数回提唱されたが、それらの類似性は21世紀の哲学者ジョン・ヒックによって最初に明らかにされ、ジョン・ヒックはそれらを「アウグスティヌス型 (Augustinian)」と分類した。それらは概して、神は完全に善であり、神は世界を無から創造し、悪は人間の原罪によるものであることを主張する。悪のこの世への侵入は原罪および自由意志の人間の乱用による罪の持続的な存在に対する罰として説明される。アウグスティヌス神義論では、神の善性および愛は完全であり、神は悪や苦しみに対する責任を持たないとされる。
ヒッポのアウグスティヌスはアウグスティヌス神義論を提唱した最初の人物である。彼は悪がそれ自身で存在するという考えを否定し、悪を自由意志の人間の乱用によって引き起こされた善性の退廃として考えた。アウグスティヌスは罪に対する罰としての物質的な地獄の存在を信じていたが、イエス・キリストによる救済の受け入れを選択した人間は天の国に入ることができると主張した。アウグスティヌスの影響を受けたトマス・アクィナスは、神は善であり、悪い性質を持たないという考えに基づいてアウグスティヌス神義論に類似した神義論を提唱し、善の存在が悪の存在を人間の罪を通じて可能にしていると考えた。また、アウグスティヌスはジャン・カルヴァンにも影響を与えており、彼は、悪は自由意志の結果であるというアウグスティヌスの考えを支持し、人間は罪によって堕落し、精神的な指導を受けるために神の恩寵を必要とすることを主張した。
アウグスティヌス神義論はアウグスティヌスと同時代のマニ教徒フォルトゥナトゥスによって批判され、フォルチュナトゥスは、神はまだ悪に関与していると主張した。また、18世紀の神学者フランチェスコ·アントニオ・ザッカリーアはアウグスティヌスの悪についての考えが人間の苦しみを論じていないことを批判している。ジョン・ヒックは悪を人間の発展のために必要であるとする神義論を提唱した。プロセス神学では、神は全能ではなく、それゆえ神は悪に対する責任を持ちえないとする。アウグスティヌスの論法はアルヴィン・プランティンガ等によって改められ、アルヴィン・プランティンガが1980年代に提唱した自由意志弁護論 (free will defense) は悪の論理的問題 (logical problem of evil) についてのみ答えることを試みる。このような弁護論（「神義論」ではないことに注意）は神の存在を論証しないか、神の存在をあくまでも仮定にとどめるかして話を進めるが、神の存在証明とこの世に悪が存在することとは論理的に矛盾する。複数の批判は科学を引き合いに出して、アウグスティヌス神義論の考え（特に、初めは善であった創造物がその後堕落したという考え）は世界の起源および生物の発展に関する科学的合意に反していることを挙げる。

## 概要
アウグスティヌス神義論はジョン・ヒックの　"Evil and the God of Love" (1966年) において最初に区別され、そこで彼はアウグスティヌスの神義論およびその発展形を「アウグスティヌス型」と分類した。また、ヒックは、人間の自由意志に基づいて、神は悪に対する責任を持たないとするアウグスティヌス神義論と神は悪に対する責任を持つものの悪の存在は人間の発展にとって有益であるために正当化されうるとするエイレナイオス神義論とを区別した。
アウグスティヌス神義論は悪の証拠的問題への返答であり、悪の証拠的問題は、もし神が全能かつ完全な善であるならば、悪はこの世に存在するはずがないという懸念を引き起こす。また、悪の存在の証拠は、神は全能でないのか、完全な善でないのか、それとも存在しないのかといった神の本質や神の存在の疑問を招きうる。神義論はこの問題に対する妥当な説明を提供することによって神の本質および存在と悪の存在の証拠の調和の試みるものである。アウグスティヌス神義論は、神は無から (ex nihilo) 世界を創造したが、悪を創造しておらず、悪の発生に対する責任を持たないことを主張し、悪はそれ自身によって存在するのではなく、善の欠乏、神の善なる創造物の堕落であるとみなされる。
アウグスティヌス神義論は原罪の考えを支持する。アウグスティヌス神義論に分類されるすべての神義論は、神が罪と苦しみのない男女を創造するという天地創造を文字どおりに解釈する。悪は、アダムとエバが神に最初に従わず、エデンの園から追放されたときに堕落した人間に対する罰であると考えられる。人間の自由意志は、道徳悪が存在し続ける理由としてアウグスティヌス神義論によって提供された。アウグスティヌス神義論では、人間は意志が悪であるときに道徳に反する行為に傾倒し、人間の意志の悪の性質は原罪によるものとされ、アダムとエバの罪が人間の意志を堕落させ、神に罪はなく、善であり、悪に対する責任を持たないことを主張する。